# 程朱阙里坊
程朱阙里坊是安徽省黄山市屯溪区篁墩村历史上的一座重要历史建筑，原位于清代程朱三夫子祠前。
程朱阙里坊始建于明万历四十年（1612），位于岩寺湖田，四柱三间式，由县令刘伸、学者赵滂建，以徽州是理學家程顥、程頤籍貫地，朱熹祖籍地为傲。清乾隆二十三年（1758年），候选道徐麒珄在篁墩独资建程朱三夫子祠，1760年竣工。同时将程朱阙里坊由岩寺湖田迁移至篁墩程朱三夫子祠前篁墩老街，街南是泮池和照壁。1761年，光禄寺少卿吴炜奏请题匾，乾隆帝御笔题名“程朱阙里”、“洛闽溯本”，以示推崇程朱理学的本源来自篁墩，其规模非常宏大，甚至大于全国重点文物保护单位歙县许国石坊。
程朱阙里坊毁于文化大革命期间。当时村里出动数十名壮劳力，将牌坊用力拉倒，并用铁锤将“洛闽溯本”大匾砸成碎块。
2019年6月1日，篁墩村挖掘出已买在地下51年的横梁等大量的石牌坊构件，包括镌刻有“闽、溯、本”、“乾隆御笔之宝”、“朱熹”、“程颐”、“颢”、“ 乾隆二十六年”、“祖脉”等字的构件残体，均运送到由程氏统宗祠改建的篁墩小学内存放，以待今后复原。

2021年，“程朱阙里——洛闽溯本”石坊修缮工程、延寿桥、三夫子祠复建工程完工。